# Bartholomäus Anhorn der Jüngere
Bartholomäus Anhorn der Jüngere (auch Bartholomäus Anhorn von Hartwiss; * 17. Januar 1616 in Fläsch; † 6. Juli 1700 in Elsau) war ein evangelisch-reformierter Pfarrer und Historiker aus der Schweiz.

## Leben
Bartholomäus Anhorn von Hartwiss, Sohn des Pfarrers Daniel Anhorn (1594–1635), der den Namen Anhorn von Hartwiss begründete, und Enkel des bedeutenden Kirchenhistorikers Bartholomäus Anhorn des Älteren, wurde am 17. Januar 1616 in Fläsch in der Bündner Herrschaft im schweizerischen Kanton Graubünden geboren. Er begann im Jahr 1628, an dem Collegium Carolinum, der Vorläuferschule der Universität Zürich, zu studieren; später wechselte er an die Universität Basel, wo er das Studium 1632 beendete.
Am 6. Juni 1634 wurde er in Chur in die evangelisch-rätische Synode aufgenommen. Mit der Aufnahme verbunden war das Recht, im Freistaat der Drei Bünde als Pfarrer tätig zu sein. So wurde Anhorn noch im gleichen Jahr Pfarrer in Grüsch und Seewis. 1635 wechselte er nach Hundwil im Kanton Appenzell Ausserrhoden. 1637 und 1638 war er Pestprediger in St. Gallen, in dessen Synode er im Vorjahr aufgenommen worden war. Im Jahr 1638 wurde er Pfarrer in St. Gallen, wo er bis 1648 blieb.
Im Zuge der Neuordnung der reformierten Kirchen in der Kurpfalz nach 1649 wurde Anhorn zum Pfarrer sowie zum Kircheninspektor zu Mosbach ernannt. Weil er 24 katholische Kirchen für den reformierten Gottesdienst segnete, erlangte er beim Kurfürsten Karl Ludwig hohes Ansehen.
1660 fiel Anhorn besonders durch seine satirischen Schriften auf: Als bekannt wurde, dass er an einer umstrittenen Schrift gegen den Heidelberger Juraprofessor Johannes Friedrich Böckelmann mitgewirkt hatte, wurde er gefangen genommen und ins Ausland gebracht. 1661 kehrte er in die Schweiz zurück und übernahm die Pfarrstelle im thurgauischen Bischofszell. Durch seine kämpferische Art wurde Anhorn immer wieder in konfessionelle Streitigkeiten verwickelt. 
Obwohl er 1676 Dekan wurde, musste er auf Betreiben des Domkapitels in Konstanz Bischofszell zwei Jahre später verlassen, da er sich in seinen Predigten und Schriften immer wieder polemisch gegenüber den Katholiken geäussert hatte.
Er wurde 1678 Pfarrer in Elsau im Kanton Zürich, wo er am 6. Juli 1700 an den Folgen eines Sturzes von einem Kirschbaum verstarb.
Der Mediziner Sylvester Samuel Anhorn von Hartwiss war sein Sohn.

## Werkauswahl
- Decades quatuor thesium, e philosophia in genere, ejusque parte instrumentali (Basel 1632)
- Meletemata sacra miscellanea, Germaniae & Martialibus ferociis ereptae statui & conditioni attempera (Frankfurt 1661)
- Wahrhafftiger Segen aller wahrer Gläubigen/ welche ihren Heiland Jesum Christum vest halten. Bei Leichbestattung Magdalena Rietmann (Basel 1663)
- Christlicher Matronen Seligkeit/durch Kindergebären erlangt…Bey der Leich-Bestattung…Frawe Elisabeth Rietmann, (Basel 1669)
- Christlicher Matronen Seligkeit/durch Kindergebären erlangt. Gottes Lob/und Christliche Frewd/wegen der Hochzeit dess Lambs und Schmuk seiner Braut
- Magiologia. Christlicher Bericht von dem Aberglauben und Zauberey (Basel 1674) online
- Christliche Hochzeit-Predigt/von unserm Herrn Jesu Christi/dem Wahrhaftigen Seelen- und Leibes-Arzt. Bei Einsegnung im Ehestand (1681)